# Cobla Els Montgrins

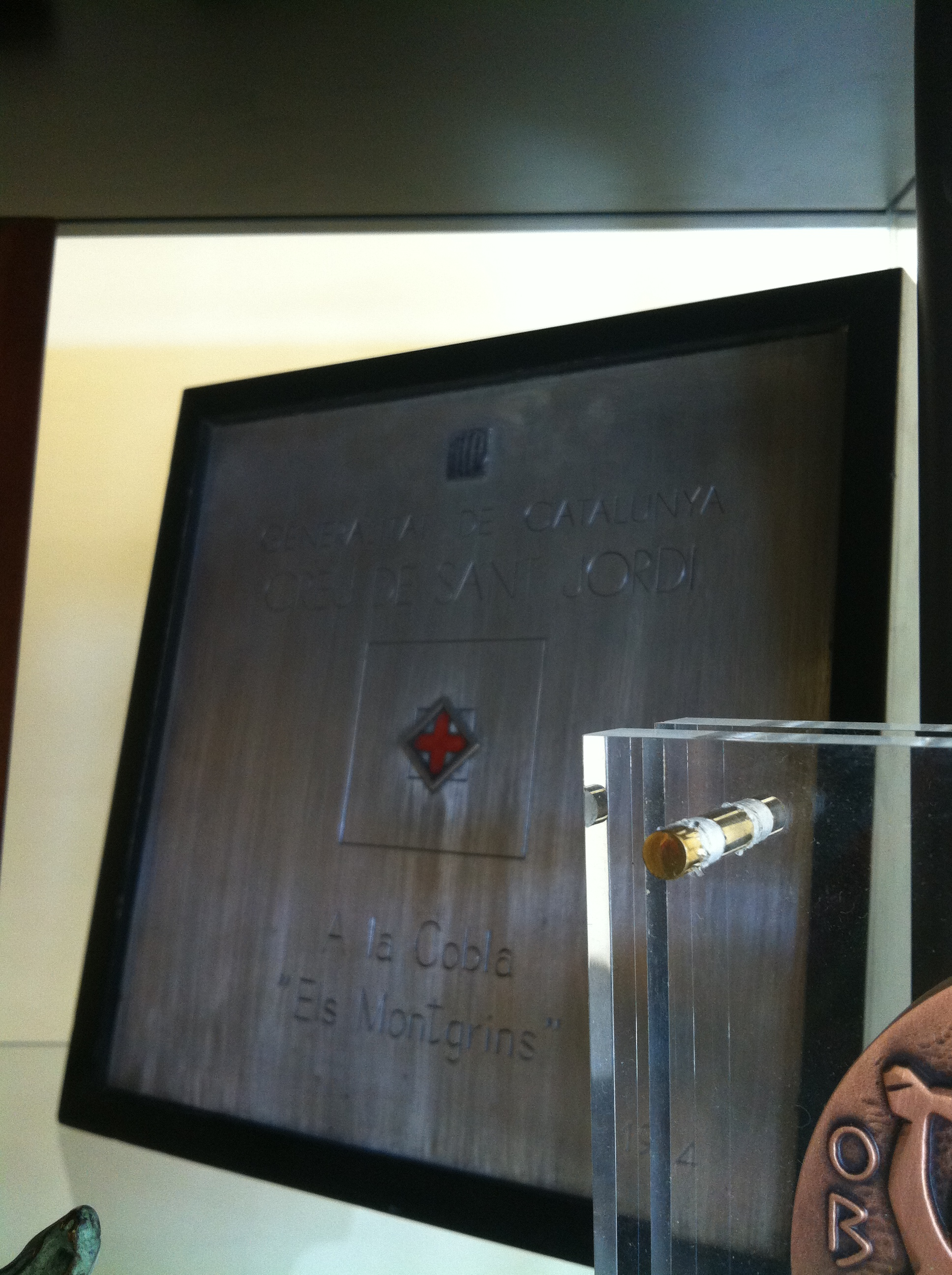
Creu de Sant Jordi conservada al Museu de la Mediterrània.

La cobla Montgrins és una cobla fundada el 1884 a Torroella de Montgrí per Pere Rigau i Poch, «Barretó», el qual en fou ensems el seu director, és la degana de les cobla-orquestres entre les avui existents i una de les més prestigioses agrupacions musicals de Catalunya.

## Història
Al concurs de cobles de Barcelona del 1902, la Montgrins hi obtingué el segon premi, ex aequo amb la Unió Cassanenca. En morir el mestre Rigau l'any 1909, el succeí el mestre Vicenç Bou. Durant l'etapa de direcció del mestre Bou, la cobla fou la primera i destacada intèrpret de les populars sardanes d'aquest compositor. La cobla assolí ressonants i successius èxits que culminaren en un seguit d'actuacions a París l'any 1928. El mestre Bou cedí el 1928 la direcció al flabiolaire Narcís Paulís que ocupà el càrrec breument perquè el 1932 s'establí a Barcelona.
L'any 1984 els Montgrins celebren el seu primer centenari, entre les nombroses adhesions que rebé, destaca la concessió del Premi Creu de Sant Jordi atorgada per la Generalitat de Catalunya.
Martí Camós substituí en la direcció Martirià Font i Coll l'any 1987, i continuà l'executòria assenyalada pels seus antecessors.
L'any 1993 va rebre el Premi Nacional de Música, guardó que simbolitza el mèrit aconseguit per la llarga trajectòria al servei de la música. El 1996 portà la música catalana a Atlanta (Estats Units) amb motiu de la celebració dels Jocs Olímpics. L'ajuntament de Torroella els distingí el 1998 amb la Medalla del Montgrí.
Durant el mes de setembre de 2011, l'orquestra va donar el seu arxiu al Museu de la Mediterrània, on ja es conservaven altres pertinences seves com la Creu de Sant Jordi. Anecdòticament, Enric Morera sempre volgué que fos aquesta cobla qui estrenés les seves sardanes.

## Músics dels Montgrins
Directors i selecció d'altres músics notables; entre parèntesis, anys de permanència a la cobla
- Pere Rigau i Poch (1884-1908) Director 1884-1908
- Manuel Sànchez, Director 1908 [a]
- Vicenç Bou i Geli (1902-1928) Director 1908-1928
- Josep Pi i Pascual (1902-1904)
- Joaquim Vallespí i Pòlit (1903-1936 i 1942-1945) Director 1930-1936
- Josep Font i Grau (1922-1923, 1930-1936 i 1945-1957)
- Lluís Cotxo i Güell (1927-1939)
- Narcís Paulís i Vila Director 1928-1930
- Francesc Casanova i Estorch (1939-1943) Director 1939-1943
- Josep Coll i Ligora (1942-1944) Director 1943-1944
- Baldiri Coll i Ligora (1943-1945) Director 1944-1945
- Agustí Monguilod i Andreu (1944-1979)
- Lluís Ferrer i Puigdemont, Director 1945-1951
- Josep Comalada i Culubret, Director 1951-1956 [b]
- Martirià Font i Coll (1946-1963 i 1978-1988) Director 1956-1963 i 1979-1988
- Lluís Buscarons i Pastells (1956-1975)
- Antoni Giner i Xicoira (1956-1963)
- Enric Vilà i Armengol (1956-1965)
- Josep Cassú i Serra (1963-1977) Director 1963-1977
- Josep Gispert i Vila (1975-1983)
- Esteve Palet i Ribas (1976-1979)
- Jordi Molina i Membrives (1983-1996)
- Rafael Blanch i Via (1976-1978) Director 1977-1979
- Martí Camós i Segura (1988-) Director 1988-[6]
- Marcel Artiaga i Valls